# Coopérative d'approvisionnement et de réparation de matériel aéronautique de Moulins
La Coopérative d'Approvisionnement et de Réparation de Matériel Aéronautique de Moulins (CARMAM) a été fondée en avril 1958 sur l'aérodrome de Moulins-Avermes, M. Castanier en étant nommé directeur général.
À partir de 1963 elle se lance dans la construction aéronautique, fabriquant sous licence les planeurs M-100S Mésange puis M-200 Foehn.  
En 1969 la société anonyme CARMAM succède à la coopérative, M. Castanier est nommé président-directeur général. La même année elle entreprend de fabriquer, ou plutôt de faire la finition, toujours sous licence, d'une petite série de Libelle allemands. Sous l'impulsion de l'équipe Jacquet/Pottier sont ensuite réalisés les planeurs JP 15/34 (en), JP 15/36 (en) et JP 15-38 (en), ainsi qu'un petit racer tout plastique, le JP20/90 Impala qui fait son premier vol le 26 juillet 1971 piloté par M. Castanier. 
La société a été radiée du registre du commerce et des sociétés le 3 novembre 2006